# Jan Werner Danielsen
Jan Werner Danielsen, född 10 april 1976 i Nord-Odal, Hedmark fylke, Norge, död 29 september 2006 i Oslo, var en norsk pop- och rocksångare. Han var särskilt känd för sina tolkningar av populära musikallåtar och en röst som sträckte sig över fem oktaver.

## Liv och karriär
Jan Werner Danielsen började tidigt sjunga sånger av Barbra Streisand. Han debuterade fyra år gammal, fick sitt första skivkontrakt när han var tolv, och släppte singeln "Jeg ser en dag". Han gjorde sin tv-debut när han sjöng i det populära ungdomsprogrammet Midt i smørøyet i NRK och från 1988 till 1993 sjöng han regelbundet med Hamar Symfoniorkester. 1992 fick han sitt andra skivkontrakt, och ingick också i planerna för det kulturella evenemanget runt OS i Lillehammer 1994. 
Danielsen fick sitt genombrott som nationell artist 1994. Han deltog och vann den nationella talangtävlingen Talentiaden på NRK TV med låten The Right To Sing samt låten Anthem från Chess och tilldelades en kopia av den OS-medalj som skulle komma att delas ut vid OS i Lillehammer 1994. Samma år representerade han Norge vid den internationella finalen i Eurovision Song Contest med Elisabeth Andreassen, där de slutade på en sjätte plats med sången Duett. År 2000 deltog han återigen i den norska finalen i Melodi Grand Prix, denna gång ensam. Han kom på andra plats med låten "One More Time". Charmed vann med "My Heart Goes Boom". 
Danielsens debuterade som albumartist i vuxen ålder 1995 med albumet All By Myself som sålde guld. Inner Secrets, hans andra album, kom två år senare, och det sålde 14 000 exemplar och innehöll en del självskrivet material och en duett med Karin Krog. Det tredje, Music of the Night kom ut 1999 och innehåll tolkningar av sånger från musikaler som Chess, West Side Story och Les Miserables. Hans fjärde, Singer of Songs ( 2003) är det bäst säljande med över 120 000 exemplar. Det femte och sista albumet, Stronger, släpptes, postumt, 13 november 2006. 
Jan Werner Daniesen deltog i många musikaliska sammanhang, från pop till klassiskt, från julsånger till den musikaliska väven. Han har tolkat klassiker som Johann Sebastian Bach (han skrev text till "Air"), och han har skrivit egna låtar. Han uppträdde tillsammans med Lisa Stokke och Kåre Conradi i succén Back to Broadway 2002. Andra artister han framträdde tillsammans med genom åren är till exempel Benedicte Adrian, Secret Garden, Sølvguttene, Tommy Körberg, Øivind Blunck, Yttre Suløens Jass-ensemble och sist men inte minst Robert Wells i Royal Albert Hall 2003. Samma år uppträdde han på Nobels fredspriskonsert tillsammans med bland andra Catherine Zeta-Jones och Michael Douglas. Han deltog också i Frälsningsarméns Julkonsert 2003. Dessutom turnerade han som konstnärlig ledare för Dissimilis. 
Elisabeth Andreassen och Danielsen fortsatte att arbeta efter Eurovision 1994. Från och med 1997 höll de julkonserter i hela Norge, och spelade sommaren 1999 in en skiva i Uranienborg kyrka, med valda spår från samma turné. På julturnén 2004 var han soloartist och den norska biskopen Rosemarie Köhn var med på utvalda konserter. Jan Werner Danielsen har sålt totalt nästan en miljon plattor och över en miljon konsertbiljetter.

## Död
Jan Werner Danielsen hittades död av sin vän och manager i sin lägenhet på Frogner i Oslo 29 september 2006. Dödsorsaken enligt obduktionsrapporten var hjärtsvikt, troligen som en följd av inflammation i luftrören. Detta satte stopp för rykten om att han hade begått självmord, en teori som hade spätts på av att polisen i ett tidigt skede beskrivit döden som en "personlig tragedi".
Den 9 oktober 2006 hölls en stor minneshögtid i Uranienborg kyrka i Oslo. Elisabeth Andreassen sjöng duett vid Danielsens kista till en inspelning av Danielsen med "You Raise Me Up" med Rolf Løvland på piano. Han begravdes senare i Sandkyrkan hemma i Nord-Odal. Familjen ville ha minnesceremonin i Oslo på grund av att Sandkyrkan inte är tillräckligt stor för att rymma alla.

## Publikationer efter hans död
I november 2006 kom den kontroversiella biografin om Jan Werner Danielsen - Bara Werner, skriven av hans far, Thor-Egil Danielsen. 
Julen 2007 gav hans familj, i samarbete med Frälsningsarmén ut albumet Eg Veit I Himmerik Ei Borg med tidigare outgivna liveinspelningar från olika konserter och TV-framträdanden. 
Hösten 2010 kom dubbelalbumet One More Time - The Very Best Of med hittills okända inspelningar som hittades av Danielsens familj efter hans död och släpptes i samarbete med Universal Music.

## Diskografi

### Album
- All By Myself (1995)
- Inner Secrets (1997)
- Music Of The Night (1998)
- Bettan & Jan Werners jul (1999)
- Over the Rainbow and Other Musical Highlights (2000 med Bettan)
- Singer Of Songs (2003)
- Gospelalbum med gospelkören Mosaic. Jan Werner är med på sången «Mary Did You Know?» (2005)
- Stronger (2006)
- Eg veit i himmelrik ei borg - Frelsesarmeens Juleplate 2007 (2007)
- One More Time - The Very Best Of (2010)

### Singlar
- «Jeg Ser En Dag/My Prayer» - Debut-radiosingel (1989)
- «Duett» - Duett med Elisabeth Andreassen (1994)
- «Time Will Let You Know» (1995)
- «Carry Me/All By Myself» (1995)
- «Step Out» (1997)
- «Halde Deg Inntil Meg» - Duett med Malin Holberg (1997)
- «Come Back To Me» (1997)
- «Inner Secrets» (1997)
- «Find Your Way» (1997)
- «Friend» - Duett med Karin Krog (1997)
- «One Night In Bangkok» (1998)
- «Bonne Chance a France» - Officiell Europeisk Fotballcup-singel med Synnøve Svabø (1998)
- «Anthem» - Radio Version (1998)
- «Here For You» (1998)
- «One More Time» (2000)

### Annat
- Sjunger officiella "Brandman Sam"-sången som en gåva till hans brorson Filips födelsedag (2004)

## Filmografi (urval)
- Midt I Smørøyet - NRK (1988)
- Rett Hjem - NRK (1994)
- Talentiaden 1994 - NRK (1994)
- Melodi Grand Prix 1994 (med Elisabeth Andreassen) - NRK (1994)
- Vindu Mot Lillehammer - NRK (1994)
- NyttårsRondo - NRK (1994)
- Du Skal Høre Mye - NRK (1995)
- Pick-up - NRK (1997)
- XLTV - NRK (1997?)
- Åpen Post - NRK (1999)
- Beat for Beat (med Benedicte Adrian) - NRK (2000?)
- Mine damer og herrer (med Elisabeth Andreassen) - TV2 (2000?)
- Melodi Grand Prix 2000 - NRK (2000)
- Først og Sist - NRK (2000)
- Retro - (med Grethe Svendsen) NRK (2000?)
- Numme og Gunstrøm - Før og Nå - TV2 (2001)
- Nobels Fredspriskonsert 2003 - NRK (2003)
- Frelsesarmeens Julekonsert 2003 - NRK (2003)
- Fra Halvsju til Reser - Stjernefabrikken 25 år - NRK (2004)
- Senkveld med Thomas og Harald - TV2 (2005?)
- Med Rett Til Å Synge - NRK (2006)
- Tommy and Jan Werner - The Show - DVD (2006)